# Biological Conservation
Biological Conservation (Biol Conserv) ist eine begutachtete, internationale Fachzeitschrift für Ökologie und Naturschutzbiologie. Es werden jedoch auch sozialwissenschaftliche Themen zum Naturschutz behandelt. Der Impact Factor beträgt 6,0 und sie belegt Platz 23 von 706 Fachzeitschriften.
Die Zeitschrift wurde erstmals 1968 von Nicholas Polunin aus Genf herausgegeben. Bei der Gründung der Zeitschrift wurde darauf geachtet, dass es eine enge Verbindung zu den großen globalen Umweltorganisationen gibt wie den IUCN, die FAO, die UNESCO, dem WWF und dem Internationalen Biologischen Programm (1964–1974). Die Verbindung bestand darin, dass Wissenschaftlerinnen und Wissenschaftler, die in diesen Organisationen arbeiteten, auch als beratende Herausgeber für die Zeitschrift tätig waren.
Biological Conservation gehört zu den ältesten noch bestehenden internationalen Fachzeitschriften. Im Vergleich zum Journal of Ecology, zu Ecology, Oecologia oder Oikos hatte Biological Conservation eine dezidiert angewandte Ausrichtung wie auch das Journal of Applied Ecology.